# Natrotitanita
|  | No s'ha de confondre amb Natrotantita. |

La natrotitanita és un mineral de la classe dels silicats, que pertany al grup de la titanita. Rep el seu nom pel seu contingut en sodi i la seva relació amb la titanita.

## Característiques
La natrotitanita és un silicat de fórmula química (Na0,5Y0,5)TiO(SiO₄), en què petites quantitats de terres rares poden reemplaçar l'itri (Y). Va ser aprovada com a espècie vàlida per l'Associació Mineralògica Internacional l'any 2011. Cristal·litza en el sistema monoclínic.
Segons la classificació de Nickel-Strunz, la natrotitanita pertany a «09.AG: Estructures de nesosilicats (tetraedres aïllats) amb anions addicionals; cations en coordinació > [6] +- [6]» juntament amb els següents minerals: abswurmbachita, braunita, neltnerita, braunita-II, långbanita, malayaïta, titanita, vanadomalayaïta, cerita-(Ce), cerita-(La), aluminocerita-(Ce), trimounsita-(Y), yftisita-(Y), sitinakita, kittatinnyita, natisita, paranatisita, törnebohmita-(Ce), törnebohmita-(La), kuliokita-(Y), chantalita, mozartita, vuagnatita, hatrurita, jasmundita, afwillita, bultfonteinita, zoltaiïta i tranquillityita.

## Formació i jaciments
Va ser descoberta al massís Verkhnee Espe, que forma part dels monts Akzhaylyautas, a la serralada Tarbagatai (Província del Kazakhstan Oriental, Kazakhstan). Es tracta de l'únic indret del planeta on ha estat descrita aquesta espècie mineral.